# Emily Blunt

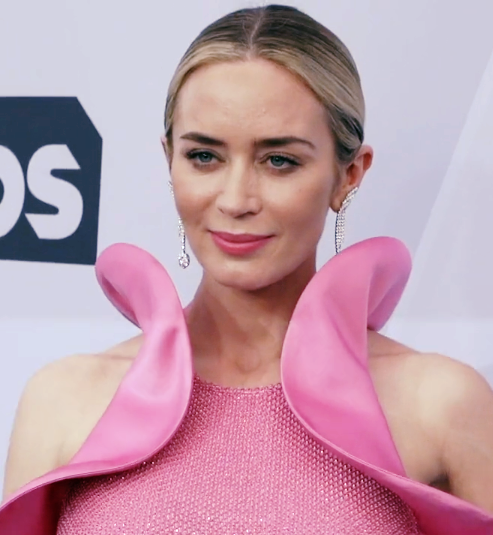
Emily Blunt bei den Screen Actors Guild Awards 2019

Emily Olivia Laura Blunt (* 23. Februar 1983 in London) ist eine britisch-US-amerikanische Schauspielerin.

## Leben und Karriere
Emily Blunt wurde als Tochter eines Anwalts und einer Lehrerin geboren. Sie wuchs mit drei weiteren Geschwistern in Roehampton auf und begeisterte sich früh für das Singen und Cellospiel, ehe sie sich als Jugendliche durch Zufall der Schauspielerei zuwandte. Als 16-Jährige kam sie in das renommierte Internat Hurtwood House, wo sie sich zum Spaß der Theaterarbeit widmete. Daraufhin wurde sie noch während ihrer Schulzeit von einem Agenten entdeckt. Nach einem einjährigen Schauspielstudium in ihrer Heimatstadt begann Blunt, die als Kind stotterte, am Theater Fuß zu fassen. 2001 debütierte sie im Alter von achtzehn Jahren in George S. Kaufmans und Edna Ferbers Stück The Royal Family am Haymarket Theatre Royal in London. Unter der Regie von Peter Hall war Blunt u. a. neben Judi Dench und Toby Stephens als Mitglied einer berühmten Schauspielerfamilie zu sehen, die ihr Leben ausschließlich dem Theater widmet. Die Kritiker lobten ihr Spiel, und die junge Engländerin wurde für den Part der Gwen Cavendish mit dem Evening Standard Award als beste Nachwuchsdarstellerin ausgezeichnet. Nach The Royal Family sah man Blunt im Frühjahr 2002 neben Clare Higgins und Jochum Ten Haaf in Richard Eyres Inszenierung von Vincent in Brixton am Londoner National Theatre, wo sie für ihre berührende unschuldig-weise Darstellung der Eugenie Anerkennung fand. Im Herbst desselben Jahres interpretierte sie gemeinsam mit Lex Shrapnel die Titelrollen in William Shakespeares Romeo und Julia auf dem Theaterfestival von Chichester.
Ihr Debüt im britischen Fernsehen feierte Blunt 2003 an der Seite von Alex Kingston in dem Historiendrama Boudica, woraufhin sie vorwiegend in Kostümfilmen erscheinen sollte. Im selben Jahr folgte Pete Travis’ preisgekrönter Fernsehmehrteiler Henry VIII, in dem Emily Blunt in einer Nebenrolle als Catherine Howard agierte, der fünften Ehefrau des englischen Königs Heinrich VIII. (gespielt von Ray Winstone). Nach der Nebenrolle als Mordopfer in der Fernsehfassung von Agatha Christies Kriminalroman Tod auf dem Nil, Poirot: Death on the Nile, erhielt Blunt 2004 ihre erste Hauptrolle in einem Kinofilm. In Paweł Pawlikowskis Drama My Summer of Love mimt sie die reiche und gebildete 16-jährige Tamsin, die sich einen Sommer lang auf eine Liaison mit der rauen Proletarierin Mona (gespielt von Nathalie Press) einlässt. Der Film, von der New York Times als Triumph über Stimmung und Implikation gefeiert, stand in der Gunst der Kritiker und wurde 2005 mit dem renommierten britischen Filmpreis BAFTA als beste britische Kinoproduktion des Jahres ausgezeichnet. Ebenso in den Mittelpunkt rückte Emily Blunt, deren Leistung als verwöhnte höhere Tochter ihr gemeinsam mit Schauspielkollegin Nathalie Press den Evening Standard British Film Award als meistversprechende Nachwuchsdarstellerin einbrachte.
Durch den Erfolg von My Summer of Love einem internationalen Publikum bekannt geworden, erhielt sie mehrere Hauptrollen sowohl in britischen als auch internationalen Fernsehproduktionen, darunter als Vestalin mit übersinnlicher Begabung in dem preisgekrönten historischen Mehrteiler Empire und als vernachlässigte Tochter eines erfolgreichen PR-Beraters (gespielt von Bill Nighy) in Stephen Poliakoffs Drama Gideon’s Daughter, wofür sie den Golden Globe gewann. 2006 sah man Blunt erneut als manipulative Schöne neben Susan Sarandon und Sam Neill in Ann Turners Familiendrama Unwiderstehlich, für dessen Dreharbeiten sie mehrere Monate in Australien verbrachte. Noch im selben Jahr folgte mit David Frankels Der Teufel trägt Prada ihr erstes Engagement in Hollywood. In der spitzfindigen Komödie über die New Yorker Modewelt agierte sie neben Anne Hathaway als ehrgeizige Assistentin einer erfolgreichen Herausgeberin eines Modejournals (gespielt von Meryl Streep). Blunt erhielt das Lob der US-amerikanischen Kritiker und wurde im selben Jahr für den Teen Choice Award als beste Nachwuchsdarstellerin und den Golden Globe als beste Nebendarstellerin nominiert. Daraufhin folgte die Schauspielerin von 2007 bis 2008 mehreren Angeboten für amerikanische Kinoproduktionen, darunter die weibliche Hauptrolle neben Tom Hanks und John Malkovich in dem Drama Der große Buck Howard. 2009 übernahm Blunt die Titelrolle als junge Königin Victoria (1819–1901) in Jean-Marc Vallées Filmbiografie Victoria, die junge Königin. In der Folge konnte sich die Schauspielerin, die sich am liebsten für Figuren entscheidet, „die nicht so stromlinienförmig sind“, weiter in Hollywood etablieren und erhielt Hauptrollen wie die neben Benicio del Toro in der Neuverfilmung des Horrorfilms Wolfman (2010) und neben Matt Damon in dem Science-Fiction-Thriller Der Plan (2011). Sie war Jon Favreaus erste Wahl für die Rolle der Black Widow in Iron Man 2, musste die Rolle jedoch wegen der Dreharbeiten zu Gullivers Reisen ablehnen, worauf Scarlett Johansson diese übernahm. 2012 spielte sie bereits zum dritten Mal neben Jason Segel in dem Film Fast verheiratet. Zuvor standen beide schon für Gullivers Reisen – Da kommt was Großes auf uns zu (2010) und Die Muppets (2011) vor der Kamera. Seit 2012 wirbt sie für das Parfüm Opium von Yves Saint Laurent. Im 2014 veröffentlichten Science-Fiction-Film Edge of Tomorrow spielte sie neben Tom Cruise eine Hauptrolle.
Blunt war von 2005 bis 2008 mit dem kanadischen Jazz-Sänger Michael Bublé liiert, den sie bei einem seiner Konzerte kennenlernte und mit dem sie abwechselnd in London und Vancouver lebte. Seit dem 10. Juli 2010 ist sie mit dem Schauspielkollegen John Krasinski verheiratet, mit dem sie zwei Töchter hat (* 2014 und 2016). Seit August 2015 besitzt Blunt neben der britischen auch die US-amerikanische Staatsbürgerschaft.
Der Schauspieler Stanley Tucci ist ihr Schwager, er ist seit 2012 mit Blunts älterer Schwester Felicity verheiratet.
2023 erhielt sie für das Lied The Place Where Lost Things Go eine Goldene Schallplatte in den USA. Im gleichen Jahr war sie als Ehefrau von Robert Oppenheimer, gespielt von Cillian Murphy, in dem Historienfilm Oppenheimer (2023) zu sehen. Für ihre Nebenrolle als Kitty Oppenheimer erhielt sie eine Oscar-Nominierung.

## Filmografie (Auswahl)

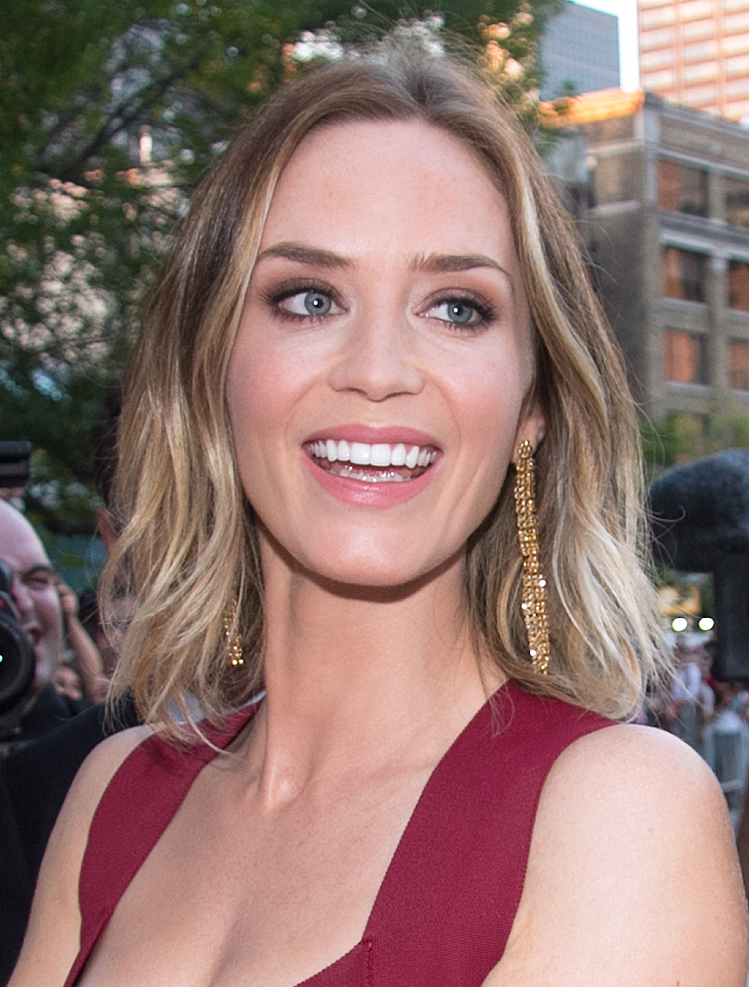
Blunt beim Toronto International Film Festival 2012

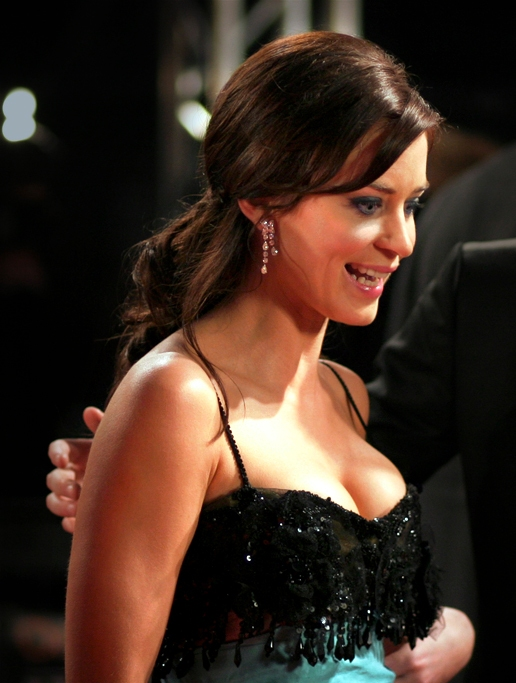
Emily Blunt bei den British Academy Film Awards in London’s Royal Opera House 2007

- 2003: Die Tochter des Spartacus (Boudica, Fernsehfilm)
- 2003: Henry VIII (Fernsehfilm)
- 2003: Foyle’s War (Fernsehserie, Episode War Games)
- 2004: Poirot: Tod auf dem Nil (Poirot: Death on the Nile, Fernsehfilm)
- 2004: My Summer of Love
- 2005: Empire (Miniserie)
- 2005: The Strange Case of Sherlock Holmes & Arthur Conan Doyle (Fernsehfilm)
- 2005: Gideon’s Daughter (Fernsehfilm)
- 2006: Unwiderstehlich (Irresistible)
- 2006: Der Teufel trägt Prada (The Devil Wears Prada)
- 2007: Der eisige Tod (Wind Chill)
- 2007: Der Jane Austen Club (The Jane Austen Book Club)
- 2007: Dan – Mitten im Leben! (Dan in Real Life)
- 2007: Der Krieg des Charlie Wilson (Charlie Wilson’s War)
- 2008: Sunshine Cleaning
- 2008: Der große Buck Howard (The Great Buck Howard)
- 2009: Victoria, die junge Königin (The Young Victoria)
- 2009: Curiosity
- 2010: Wild Target – Sein schärfstes Ziel (Wild Target)
- 2010: Wolfman (The Wolfman)
- 2010: Gullivers Reisen – Da kommt was Großes auf uns zu (Gulliver’s Travels)
- 2011: Gnomeo und Julia (Gnomeo and Juliet, Sprechrolle)
- 2011: Der Plan (The Adjustment Bureau)
- 2011: Lachsfischen im Jemen (Salmon Fishing in the Yemen)
- 2011: Meine beste Freundin, ihre Schwester und ich (Your Sister’s Sister)
- 2011: Die Muppets (The Muppets)
- 2012: Fast verheiratet (The Five-Year Engagement)
- 2012: Looper
- 2012: Ein tolles Leben (Arthur Newman)
- 2013: Das magische Haus (The House of Magic, Originalstimme)
- 2014: Edge of Tomorrow
- 2014: Into the Woods
- 2015: Sicario
- 2016: The Huntsman & The Ice Queen (The Huntsman: Winter’s War)
- 2016: Girl on the Train (The Girl on the Train)
- 2017: Animal Crackers (Stimme im Original)
- 2017: My Little Pony – Der Film (My Little Pony: The Movie, Stimme im Original)
- 2018: A Quiet Place
- 2018: Mary Poppins’ Rückkehr (Mary Poppins Returns)
- 2020: A Quiet Place 2 (A Quiet Place: Part II)
- 2020: Der Duft von wildem Thymian (Wild Mountain Thyme)
- 2021: Jungle Cruise
- 2022: The English (Miniserie, 6 Folgen)
- 2023: Oppenheimer
- 2023: Pain Hustlers
- 2024: The Fall Guy
- 2024: IF: Imaginäre Freunde (IF, Stimme)

## Theaterstücke
- 2001: The Royal Family
- 2002: Vincent in Brixton
- 2002: Romeo und Julia (Romeo and Juliet)

## Auszeichnungen und Nominierungen
Oscar
- 2024: Nominierung als Beste Nebendarstellerin für Oppenheimer

Golden Globe Award
- 2007: Nominierung als Beste Nebendarstellerin für Der Teufel trägt Prada
- 2007: Auszeichnung als Beste Nebendarstellerin – Serie, Mini-Serie oder TV-Film für Gideon’s Daughter
- 2010: Nominierung als Beste Hauptdarstellerin – Drama für Victoria, die junge Königin
- 2013: Nominierung als Beste Hauptdarstellerin – Komödie oder Musical für Lachsfischen im Jemen
- 2015: Nominierung als Beste Hauptdarstellerin – Komödie oder Musical für Into the Woods
- 2019: Nominierung als Beste Hauptdarstellerin – Komödie oder Musical für Mary Poppins’ Rückkehr
- 2024: Nominierung als Beste Nebendarstellerin für Oppenheimer

Screen Actors Guild Award
- 2017: Nominierung als Beste Hauptdarstellerin für Girl on the Train
- 2019: Nominierung als Beste Hauptdarstellerin für Mary Poppins’ Rückkehr
- 2019: Auszeichnung als Beste Nebendarstellerin für A Quiet Place
- 2024: Nominierung als Beste Nebendarstellerin für Oppenheimer
- 2024: Auszeichnung für das Beste Schauspielensemble für Oppenheimer

British Academy Film Award
- 2007: Nominierung für den Rising Star Award
- 2007: Nominierung für die Beste Nebendarstellerin für Der Teufel trägt Prada
- 2009: Auszeichnung als British Artist of the Year
- 2017: Nominierung als Beste Hauptdarstellerin für Girl on the Train

Critics’ Choice Movie Award
- 2010: Nominierung als Beste Hauptdarstellerin für Victoria, die junge Königin
- 2013: Nominierung als Beste Schauspielerin in einem Actionfilm für Looper
- 2015: Auszeichnung als Beste Schauspielerin in einem Actionfilm für Edge of Tomorrow
- 2015: Nominierung als Bestes Schauspielensemble für Into the Woods
- 2016: Nominierung als Beste Schauspielerin in einem Actionfilm für Sicario
- 2019: Nominierung als Beste Hauptdarstellerin für Mary Poppins’ Rückkehr
- 2019: Nominierung als Beste Schauspielerin in einem Comedyfilm für „Mary Poppins’ Rückkehr“

Saturn Award
- 2012: Auszeichnung als Beste Nebendarstellerin für Der Plan
- 2015: Nominierung als Beste Hauptdarstellerin für Edge of Tomorrow
- 2016: Nominierung als Beste Hauptdarstellerin für Sicario
- 2017: Nominierung als Beste Hauptdarstellerin für Girl on the Train
- 2024: Auszeichnung als Beste Nebendarstellerin für Oppenheimer

Satellite Award
- 2009: Nominierung als Beste Nebendarstellerin für Sunshine Cleaning
- 2009: Nominierung als Beste Hauptdarstellerin für Victoria, die junge Königin
- 2014: Auszeichnung als Beste Schauspielensemble für Into the Woods
- 2018: Nominierung als Beste Hauptdarstellerin für Mary Poppins’ Rückkehr